# 테나르디에 부부

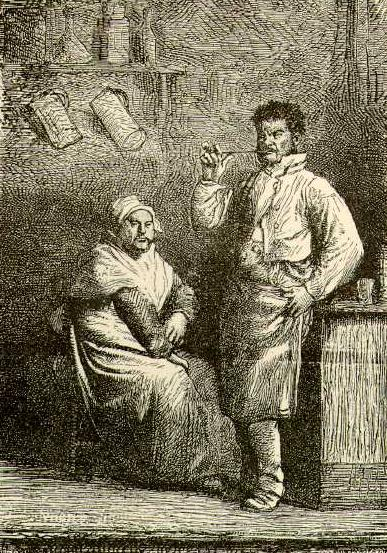
귀스타브 브리옹이 그린 테나르디에 부부

테나르디에 부부(Thénardiers)는 빅토르 위고의 소설 《레 미제라블》에 등장하는 인물들로 악역을 맡고 있다. 자베르와 달리 악역의 측면이 강한 인물들이다.
이들 부부는 평범한 노동자 계급(남편의 경우 나폴레옹 시절 육군 중사 출신으로, 마리우스의 아버지 퐁메르시 중령을 본의 아니게 구해 줬다.)으로, 사회에 자신들이 겪는 고통에 대한 불만을 갖고 있었다. 이들은 여관을 소유하고 있으며, 손님들을 속여 돈을 빼앗는 일을 자주 한다. 또, 코제트를 자신들에게 맡긴 팡틴에게도 갖가지 명목으로 돈을 뜯어낸다.
그리고 코제트를 여관의 하인으로 만들어 많은 잡일을 시킨다. 여관을 잃어버린 뒤에는 이름을 존드레트(Jondrette)로 바꿔 사기행각을 이어간다.
부부에게는 에포닌, 아젤마라는 두 딸이 있는데, 이들은 응석받이로 자라났다. 또한 부부에게는 세 명의 아들도 있는데 이들 중 한 명이 가브로슈다.